# Banque française mutualiste
Pour les articles homonymes, voir BFM.
 (juin 2023).
Si vous disposez d'ouvrages ou d'articles de référence ou si vous connaissez des sites web de qualité traitant du thème abordé ici, merci de compléter l'article en donnant les références utiles à sa vérifiabilité et en les liant à la section « Notes et références ».
La Banque française mutualiste est une banque française créée en 1986 par la Mutualité fonction publique (Fédération nationale des mutuelles de la fonction publique) et douze mutuelles de la Fonction publique. Depuis sa création, la Banque française mutualiste, en partenariat avec Société Générale, distribue son offre en métropole. Elle est également présente dans les départements et régions d'outre-mer (DROM).

## Histoire
En mai 2023, l'établissement change de dénomination sociale de Banque Fédérale Mutualiste en Banque Française Mutualiste[réf. nécessaire]

## Organisation

### Statut
La Banque française mutualiste a un statut de Société anonyme coopérative de banque. Son capital est constitué exclusivement de fonds apportés par des mutuelles du secteur public.

## Directions

### Présidences
- Roger Cazin (1986 - 1989)
- Jean Chazottes (1989 - 1992)
- Alain Arnaud (1992 - 2012)
- Yves Marthos (2012 - 2015)
- Gérard Vuidepot (2015-2020)
- Hubert Garrigue-Guyonnaud (2020-2022)
- Benoît Fraslin (depuis 2022)
- Président : Benoît Fraslin[2]

### Directions générales
- Bernard Allain (1986 - 1991)
- Jean-Louis Penot (1991 - 1995)
- Jean-Pierre Ponsin (1995 - 2000)
- Pierre-Emmanuel Valentin (2000 - 2013)
- Vincent Girard (2013 - 2015)
- Sophie Bury-Delmas (2015)
- Médéric Monestier (2015-2020)
- Michel Coudrais (depuis 2020)